# Spencer Torkelson
Spencer Enochs - tork Torkelson (26 de agosto de 1999) es un primera base y tercera base estadounidense de los Tigres de Detroit, de la Grandes Ligas de Beisbol (MLB). Torkelson fue la primera selección en general, por los Tigres, en el draft de las Grandes Ligas de 2020 .

## Carrera amateur
Torkelson asistió a Casa Grande High School en Petaluma, California, donde jugó béisbol, fútbol y baloncesto. Durante su carrera de béisbol en la escuela secundaria, bateó .430 con 11 jonrones y 99 carreras impulsadas (RBI). Se comprometió con la Universidad Estatal de Arizona (ASU) para jugar béisbol universitario para los Arizona State Sun Devils .

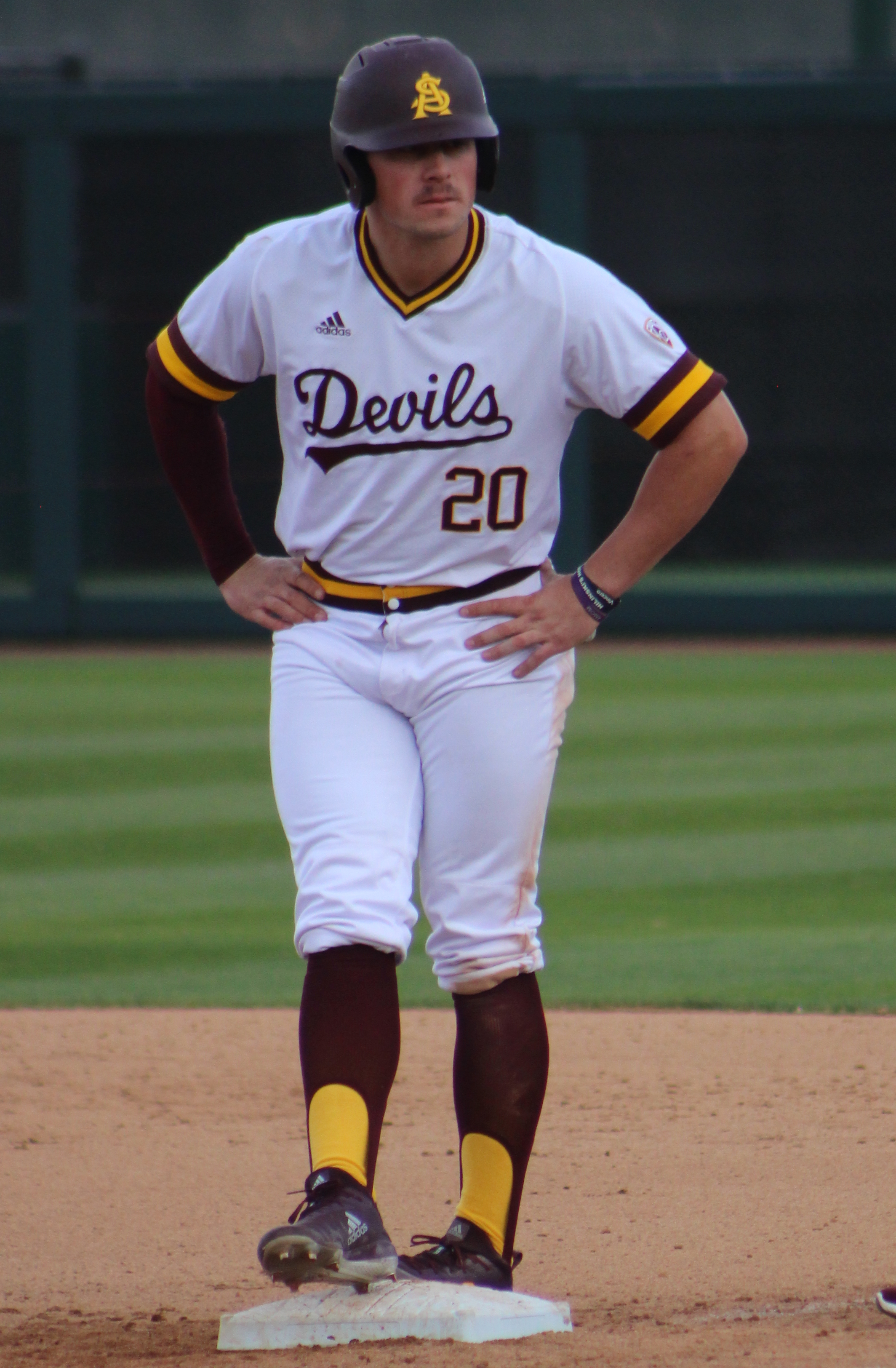
Torkelson con el estado de Arizona en 2019

Como estudiante de primer año en Arizona State, Torkelson bateó .320/.440/.743 con 25 jonrones y 53 carreras impulsadas en 55 juegos. Los 25 cuadrangulares lideraron la nación, establecieron un récord de la Conferencia Pac-12 de jonrones de un estudiante de primer año y también rompieron el récord escolar de Barry Bonds de jonrones de un estudiante de primer año. Fue nombrado Novato del Año, por el Collegiate Baseball Newspaper; Bateador Nacional del Año, de la Asociación Nacional de Escritores de Béisbol Colegiado; y Novato del Año del Pac-12. Después de la temporada, jugó para la selección nacional universitaria de Estados Unidos . Como estudiante de segundo año, Torkelson se unió a Bob Horner como los únicos jugadores de Arizona State en conectar 20 jonrones en temporadas consecutivas. En 2019, Baseball America clasificó a Torkelson como el prospecto universitario número 1 en el draft 2020. Después de las temporadas 2018 y 2019, jugó béisbol universitario de verano para los Chatham Anglers de la Cape Cod Baseball League . Como junior, Torkelson conectó 6 jonrones en una temporada acortada por COVID-19, lo que le dio 53 para su carrera en ASU, 3 menos que el récord de carrera de ASU.

## Carrera profesional

### Ligas menores
Los Tigres de Detroit seleccionaron a Torkelson con la primera selección general en el draft de las Grandes Ligas de 2020. El 30 de junio de 2020, firmó con los Tigres por $8,416,300, el bono por firmar más alto otorgado en la historia del draft de la MLB. El mismo día, fue agregado al roster de 60 jugadores de los Tigres.
Para comenzar la temporada 2021, Torkelson fue asignado a los West Michigan Whitecaps de High-A Central . Después de alcanzar cifras ofensivas de.312/.440/.569 con 5 jonrones y 28 carreras impulsadas en 31 juegos, fue ascendido a los Erie SeaWolves del Double-A Northeast a mediados de junio. Ese mismo mes, fue seleccionado para jugar en el All-Star Futures Game. En algo más de 50 juegos con Erie, bateó .263 con 14 jonrones y 36 carreras remolcadas. El 15 de agosto, fue ascendido a Toledo Mud Hens de Triple-A East, donde terminó la temporada y bateó .238/.350/.481 con 11 jonrones y 27 carreras impulsadas en 40 juegos. Después de que terminó la temporada de Triple-A, se unió a Salt River Rafters de la Arizona Fall League .

### Tigres de Detroit
El 2 de abril de 2022, los Tigres anunciaron que Torkelson estaría en el roster del Día Inaugural . Los de Detroit enfrentaron a los Chicago White Sox, en el Comerica Park, en Michigan. El novato recibió una gran ovación de parte de la afición, no obstante, se fue de 4-0. En el primer turno, falló con un elevado por la primera base,luego conectó un fly por el jardín izquierdo y no logró verla en los dos últimos turnos en los que se fue con dos ponches.